# Студнева, Любовь Максимовна
Любовь Максимовна Студнева (17 сентября 1905, Уфа — 20 июня 1986, Москва) — советская актриса театра и кино.

## Биография
Родилась 17 сентября 1905 года в Уфе Российской империи в семье рабочего.
В связи с частыми переездами и по причине тяжёлого материального положения, Студнева была отдана в интернат Узбекистана, где пробыла недолго, так как вскоре он был закрыт, после чего вместе с другими воспитанниками, Студнева начала работать на гренажной станции в Ходженте. В 1924 году стала служащей Облисполкома, затем Госстраха.
С детских лет Студнева увлекалась театральной деятельностью, участвовал в кружках художественной самодеятельностью. В 1926 году уехала в Москву, где поступила на одно из театральных отделений Единого художественного рабфака при ВХУТЕМАСе. Там окончила среднее образование, также параллельно получала и актёрское. В 1929 году продолжила обучение на факультете литературы и искусств 1-го Московского университета.
Скончалась 20 июня 1986 года на 81-м году жизни в Москве.

## Фильмография
- 1938 — Выборгская сторона — Елизавета Кукушкина
- 1939 — Станица Дальняя — казачка
- 1945 — Слон и верёвочка — мать Кати
- 1947 — Сельская учительница — жена Воронова
- 1947 — Сказание о земле Сибирской — женщина на барже
- 1948 — Молодая гвардия — участие
- 1948 — Повесть о настоящем человеке — участие
- 1948 — Путь славы — бывшая кладовщица
- 1949 — Сталинградская битва — колхозница
- 1949 — Счастливый рейс — женщина в ложе
- 1949 — У них есть Родина — мать
- 1950 — Донецкие шахтёры — Дуся, жена Якова Ивановича
- 1950 — Смелые люди — женщина в приёмной
- 1951 — Сельский врач — акушерка
- 1954 — Я ничего не помню — Евдокия Ивановна
- 1955 — Секрет красоты — уборщица
- 1956 — Полюшко-поле — мать Гурова
- 1956 — Разные судьбы — соседка Морозовых
- 1957 — Летят журавли — мать Степана
- 1957 — Рассказы о Ленине — Ефросинья Ивановна
- 1958 — Дружок — тётя Надя
- 1958 — По ту сторону — мать Вари
- 1959 — Заре навстречу — бонна
- 1959 — Золотой эшелон — участие
- 1959 — Сверстницы — мать Глеба
- 1962 — Половодье — Максимовна
- 1963 — Тишина — соседка
- 1964 — Женитьба Бальзаминова — участие
- 1970 — Город первой любви. Царицын – 1919 год — нянюшка
- 1972 — Сибирячка — старая колхозница
- 1974 — Повесть о человеческом сердце — домработница
- 1976 — Тимур и его команда — бабка с дровами
- 1979 — Несколько дней из жизни И. И. Обломова — няня

## Издательства
- Е. В. Бронникова, С. В. Шумихин. Центральный государственный архив литературы и искусства СССР: путеводитель. — Глав. архивное управление, 1998. — 530 с. — ISBN 978-5-8208-0002-3.